# Isodon irroratus
Isodon irroratus là một loài thực vật có hoa trong họ Hoa môi. Loài này được (Forrest ex Diels) Kudô mô tả khoa học đầu tiên năm 1929.